# Маркссен, Эдуард
Эдуард Маркссен (нем. Eduard Marxsen; 23 июля 1806, Ниенштедтен близ Альтоны — 18 ноября 1887, Альтона) — немецкий композитор, пианист и музыкальный педагог.
Сын и ученик деревенского органиста. С девятилетнего возраста учился в Гамбурге у Иоганна Германа Клазинга, затем в 1830—1832 гг. в Вене у Карла Марии фон Боклета (фортепиано), Игнаца фон Зайфрида и Симона Зехтера (композиция и контрапункт). Вернувшись в Альтону, в 1830-е гг. выступал как концертирующий пианист в Гамбурге, а затем сосредоточился на композиции (которую также, впрочем, оставил к концу 1840-х гг.) и преподавании и многие годы был ведущим музыкальным педагогом города. Среди учеников Маркссена был, прежде всего, Иоганнес Брамс, занимавшийся под его руководством в 1843—1853 гг. и в дальнейшем посвятивший учителю свой Второй фортепианный концерт; несмотря на то, что в биографии Брамса, написанной Максом Кальбеком, приводится цитата из письма Брамса о том, что у Маркссена он не научился ничему, позднейшие исследователи подробно анализируют влияние ученика на учителя и в исполнительской, и в композиционной области. У Маркссена учился также Людвиг Деппе.
Среди нескольких десятков сочинений Маркссена — пять симфоний и ряд увертюр, однако преобладает фортепианная музыка и песни. Курьёзную известность приобрела написанная им в 1831 году фортепианная Фантазия в модном духе (итал. Fantasie alla moda), построенная на музыкальной монограмме C-A-F-F-E-E (кофе).